# Berlin-Adlershof
Adlershof [aːd.lɐʁs.ˈhoːf] (endbetont, damit ungleich zum nahegelegenen Adlergestell) ist ein Ortsteil des Bezirks Treptow-Köpenick in Berlin. Bis zur Verwaltungsreform 2001 war es ein Ortsteil des ehemaligen Bezirks Treptow.
Auf der südwestlichen Seite von Adlershof entsteht seit den späten 1990er Jahren die Stadt für Wissenschaft, Wirtschaft und Medien (WISTA) auf dem Gelände der früheren Akademie der Wissenschaften der DDR.
Die historisch gewachsenen Wohnviertel und Siedlungen liegen auf der nordöstlichen Seite. Neue Wohnviertel entstehen seit den 2010er Jahren auf dem nordwestlich angrenzenden ehemaligen Flugplatz Johannisthal, sie sollen den WISTA-Standort zur Wissenschaftsstadt komplettieren.

## Geographie
Adlershof liegt zu beiden Seiten des S-Bahnhofs Adlershof an der Görlitzer Bahn, die vom nordwestlichen Schöneweide weiter ins südöstliche Grünau verläuft. Die Wohngebiete liegen nordöstlich des hochliegenden Bahndamms, das Entwicklungsgebiet der Wissenschaftsstadt südwestlich. Der Haltepunkt Adlershof wurde an der historischen Straßenverbindung vom westlichen Rudow (Rudower Chaussee) zum nordöstlichen Köpenick (Dörpfeldstraße) angelegt, letztere bildet die Hauptstraße der Siedlungen.
Das Südende des Ortsteils wird durch den Teltowkanal markiert, an dem entlang ältere Wege (von Köpenick ins südwestliche Altglienicke) zu einem leistungsfähigen Straßenzug ausgebaut werden (Glienicker Straße, Glienicker Weg, Köpenicker Straße, Ernst-Ruska-Ufer). Das Nordende reicht bis zum Stadtwald Köllnische Heide.
Ortslagen
Alter Ortsteil Adlershof:
- Nordöstlich der Bahntrasse
- Rund um die Dörpfeldstraße (Einkaufsstraße)
- Der wesentliche Teil aller Wohnungen, Handel und Gewerbe sowie medizinischer Einrichtungen von Adlershof befindet sich hier.

Neuer Ortsteil Adlershof:
- Südwestlich der Bahntrasse
- Stadt für Wissenschaft, Wirtschaft und Medien (WISTA)
- Der wesentliche Teil aller Wissenschafts- und Technologieunternehmen von Adlershof hat hier seinen Sitz.

## Lage und Bebauung

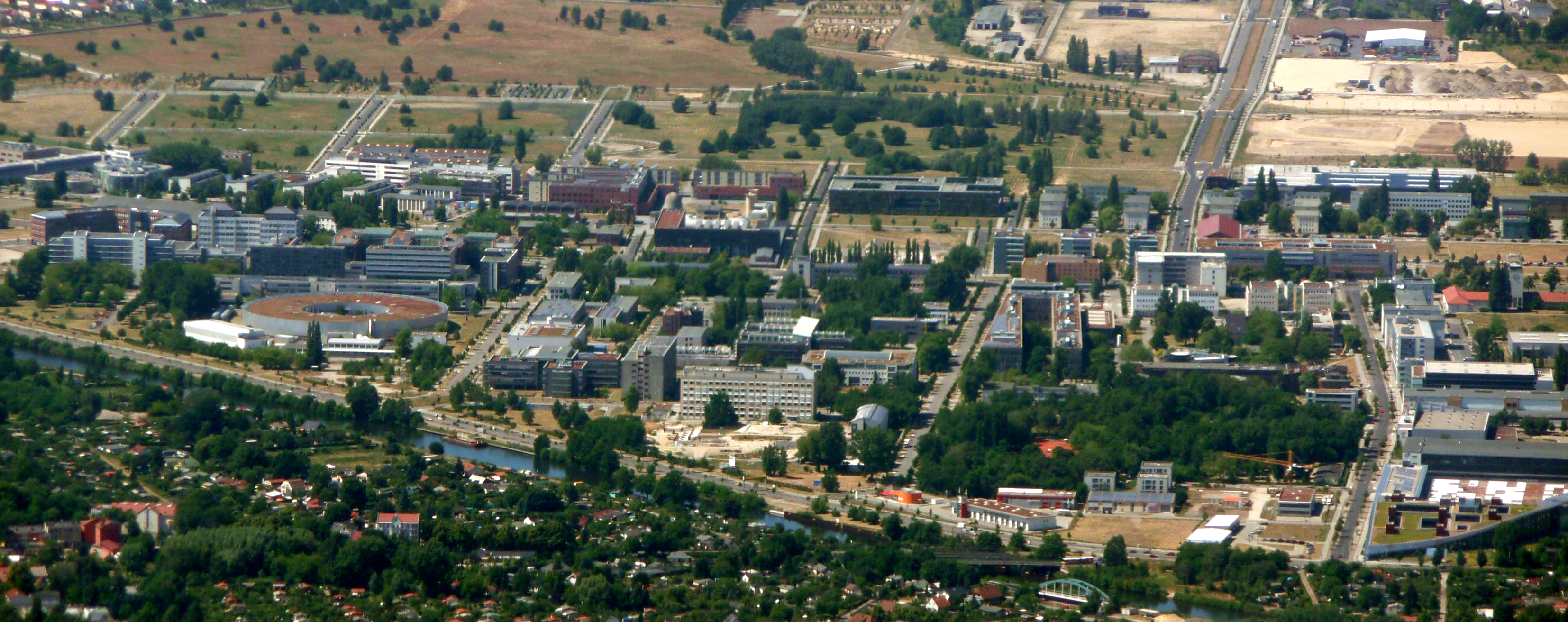
WISTA-Technologiepark aus der Vogelperspektive

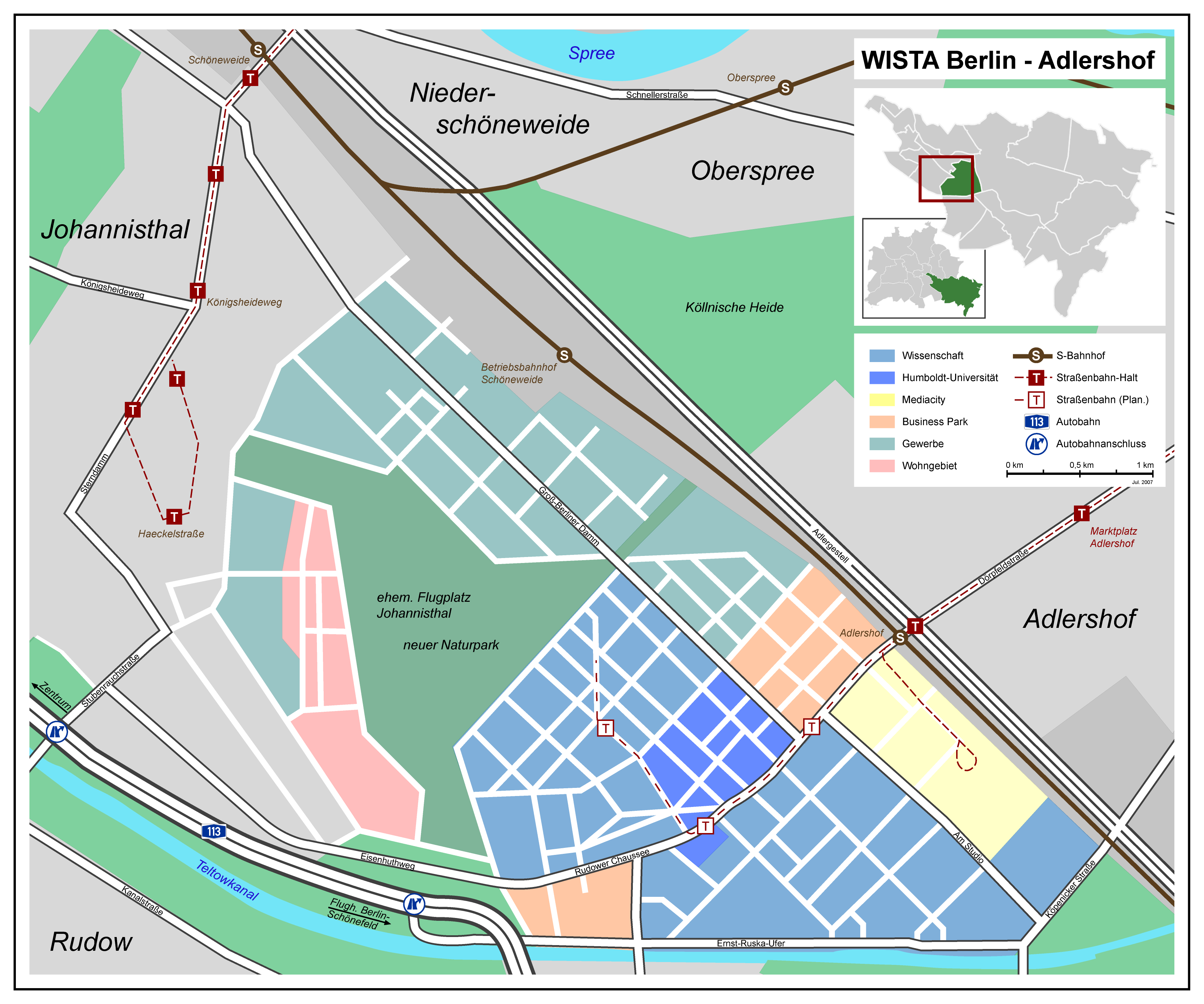
WISTA-Gelände, Planungsstand 2007

Der Ortsteil Adlershof ist relativ scharf abgegrenzt von umliegenden Ortsteilen, es gibt nur zehn Zufahrten. Er wird durch einen breiten hochliegenden Bahndamm der Bahnstrecke Berlin–Görlitz geteilt. Es führen nur zwei Straßen unter diesem Bahndamm hindurch, zu dem parallel die sechsspurige Bundesstraße 96a, deren Abschnitt hier Adlergestell heißt, verläuft. Nordöstlich vom Adlergestell liegt der historisch gewachsene Siedlungskern.
Der südwestliche Bereich wird durch die WISTA-Entwicklungsgesellschaft verwaltet. Zu DDR-Zeiten befanden sich dort größere eingezäunte Betriebsgelände mit eigenen Straßennetzen, die Zufahrten von der Rudower Chaussee und der Agastraße (seit 2005: Am Studio) besaßen. Die Entwicklung des Geländes führte zur Anlage eines neuen, öffentlich nutzbaren Straßennetzes, wie dem Ernst-Ruska-Ufer am Teltowkanal entlang, dessen Trasse auf ehemaligen Gleisanlagen verläuft. Die Gleise waren über den heute noch existierenden Kohlebahnhof am Glienicker Weg mit der Bahnstrecke verbunden, die nach Norden in einen Rangierbahnhof mündet.
Das ehemalige Akademiegelände ist weitestgehend neu gestaltet. Am Südende findet sich das BESSY-Elektronensynchrotron, weitere alte Gebäude sind erneuert, oder abgerissen und neugebaut. Der Bereich nördlich der Rudower Chaussee, der frühere Flugplatz und spätere Kasernenstandort, befindet sich in der Entwicklung. In einem breiten Streifen sind dort schon Neubauten der Humboldt-Universität zu Berlin zu finden. Der ehemalige Flugplatz soll zum großen Teil Erholungsgebiet werden. Außerdem sollen neue Wohngebiete entstehen, angebunden an die Wohngebiete in Johannisthal.
Die Wohngebiete im nordöstlichen Bereich, zusammenfassend als Siedlung Adlershof bezeichnet, werden durch die Dörpfeldstraße erschlossen und in einen nordwestlichen und einen südöstlichen Bereich geteilt. Etwa in der Mitte liegt der kleine Marktplatz, der durch ungesteuerte Entwicklung seinen ursprünglichen Charakter verloren hat.
Da die Wohnbauten Adlershofs auf Feuchtwiesen errichtet wurden, musste ihre Traufhöhe gering gehalten werden, statt der in vielen anderen alten Ortsteilen Berlins geltenden 22 Meter waren es hier 12 Meter. So prägen zu großen Teilen noch immer zwei- bis viergeschossige Gebäude diesen Siedlungsbereich. Erst gegen Ende des 20. Jahrhunderts wurden Gebäude um ein bis zwei Stockwerke erhöht. Die einzigen höheren Gebäude sind die beiden Kirchen südöstlich des Marktplatzes: die Verklärungs- und die Christus König-Kirche.
Der Friedhof findet sich südlich der Köllnischen Heide, einem Waldstück zwischen Adlershof und der Ortslage Oberspree. Dies ist das eigentliche Naherholungsgebiet des Ortes. Der neue Landschaftspark auf der Westseite wird weniger genutzt. Beliebt sind dort die Skaterbahnen und die – für Inlineskates geeigneten – gepflasterten langen Wege.

## Geschichte

### Frühzeit bis 18. Jahrhundert

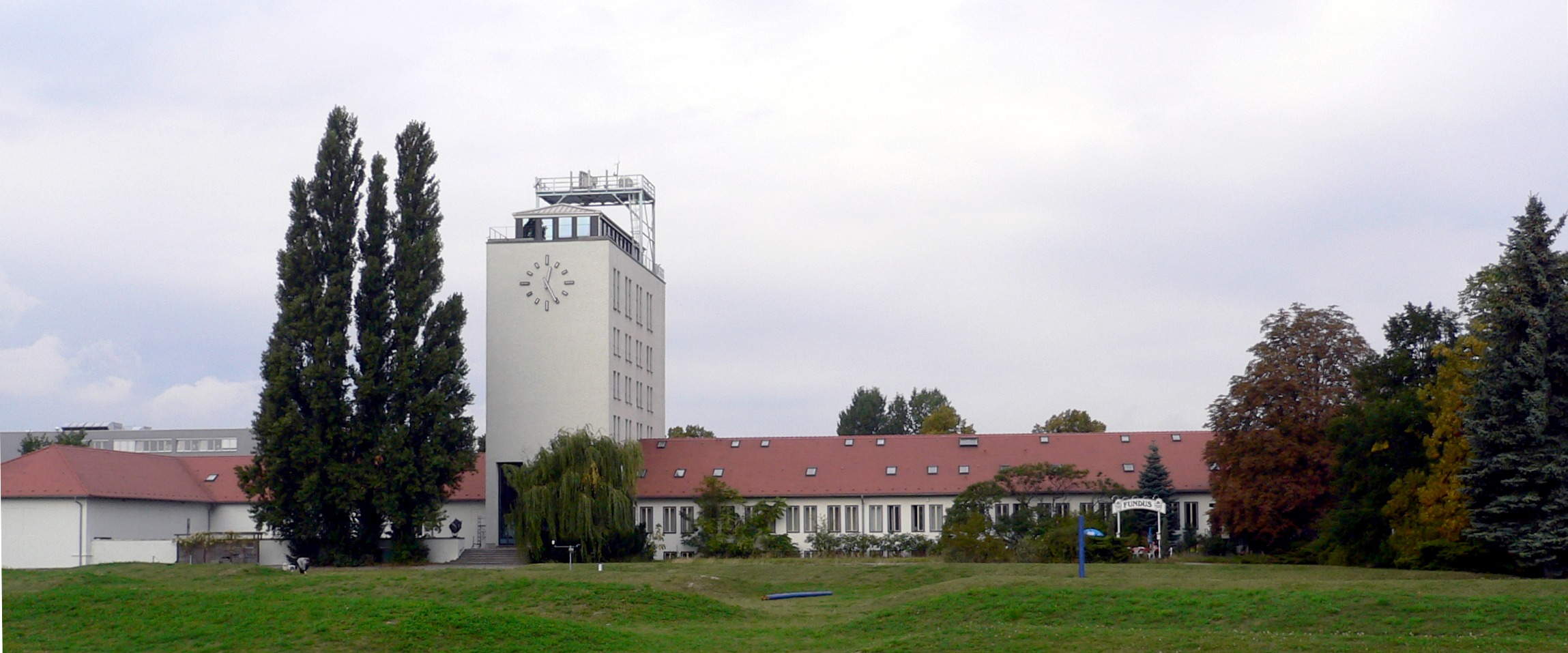
Fernsehzentrum Adlershof mit charakteristischem Turm

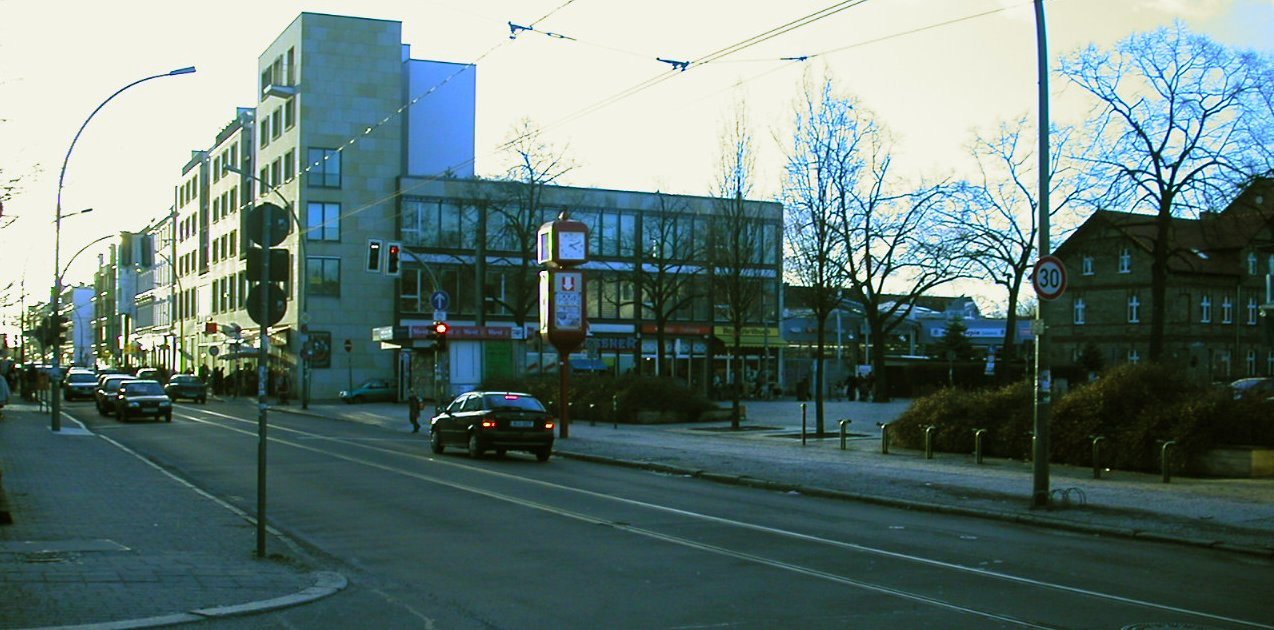
Marktplatz

Die Besiedlung des Adlershofer Fleckens geht auf Büdner zurück, Kleinstbauern mit eigenem Haus und angeschlossenen Feldern. Im 16. Jahrhundert verstärkte sich das Phänomen der Büdnerkolonien, deren Hausbesitzer nicht von der Feldarbeit allein leben konnten, sondern in anliegenden Dörfern und Städten als Tagelöhner weiteres Einkommen fanden. Der Verbindungsweg in der Nähe der wachsenden Stadt Köpenick und dem bis ins 12. Jahrhundert nachweisbaren Rudow bot hierfür einen guten Siedlungsgrund. Außerdem boten die landschaftlichen Gegebenheiten einen guten Platz für Kleinstbauern – parallel zum Verlauf von Spree und Dahme zog sich eine Kette von Feuchtwiesen und Heidelandschaften, die einen fruchtbaren Grund abgeben – historisch belegt sind Namen wie Köllnische Heide, Krachtfenn, Rudower Wiesen und Vollkropfgraben, aber auch der Name Johannisthal weist auf die tiefere Lage (Tal) hin. Die Lage des Bruchtals ist auf Landkarten noch immer abzulesen, da Anfang des 20. Jahrhunderts am südwestlichen Rand dieser Rinne der Teltowkanal angelegt wurde, der somit ebenfalls die topographischen Verhältnisse nutzt.
Mit der Peuplierung Preußens holte Friedrich II. neue Bewohner nach Preußen und siedelte sie gezielt an, wofür die Gemarkungen ab 1749 neu inspiziert wurden. Auf der Fläche des späteren Adlershof existierte zu der Zeit eine Büdnerkolonie Am Suszen Grundt, deren Name auf die günstige Lage verweist. Hier hatten acht Büdner je einen Morgen Gartenland und einen Morgen Wiese sowie das Recht zur Haltung einer Kuh. Nordöstlich der Büdnerkolonie lag der bewirtschaftete Gutshof Adlershof. Im Bruchtal wurden im Jahr 1753 Johannisthal, 1754 Adlershof und Altglienicke gegründet.
Ein am 14. April 1754 abgeschlossener Zinsvertrag für den Gutshof Adlershof gilt somit als Gründungsdatum des Ortes. Vorher gab es bereits eine Maulbeerplantage von 75 Morgen, die durch die Domäne Köpenick auf einer Lichtung auf dem Suessen Grunde angelegt war. Aus dem Jahr 1756 ist weiterhin die Schreibweise Adlershoff im süßen Grunde bey Köpenick überliefert. Johann Friedrich von Pfeiffer ordnete die Rodung von Wald an, um ein Etablissement von 406 Morgen mit 320 Morgen Ackerland zu erhalten. Weiterhin wurden 80 Morgen Wiese bewirtschaftet und weitere sechs Morgen für die Koppelhütung genutzt. Es gab acht „inländische“ Bauern, denen je einen Morgen Garten und ein Morgen Wiese zur Verfügung standen. Der Erbpächter Siwicke wurde vom Amt Köpenick dazu verpflichtet, neben der Errichtung des Guths Adlers Hoff noch acht Büdner anzusiedeln. Der Gutshof entstand auf Höhe der späteren Waldstraße und Zinsgutstraße am Ostrand der neuen Gemarkung, die vier Doppelhäuser der Büdner als Vorwerk am Westrand der Gemarkung, zwischen Adler Stell und Hoffmanstraße, alle Gebäude verbunden durch die schon bestehende Dorfstraße (eigentlich die Heerstraße zwischen Rudow und Köpenick). Aus dem Jahr 1772 ist bekannt, dass 81 Personen in Adlershof lebten.
Der Gutsbetrieb erlebte eine schwierige wirtschaftliche Geschichte, mehrfach wechselnde Eigner, Unterverpachtungen des Vorwerks und Bittschriften der Büdner – aus einem Brief von 1780 ist ersichtlich, dass nur noch eine Familie am Süssengrund wohnte. Am 24. April 1789 wurden schließlich die Büdnerkolonie Süszengrundt und das Zinsgut Adlershoff zu einem eigenständigen Gutsbezirk zusammengefasst. Aus dieser Zeit ist ein Gerichtssiegel mit der Umschrift Suezengrundt-Adlershof belegt, das als Wappenbild den Preußischen Adler zeigt. Der Name des Zinsgutes Adlershof setzte sich später als alleinige Bezeichnung durch.

### 19. Jahrhundert

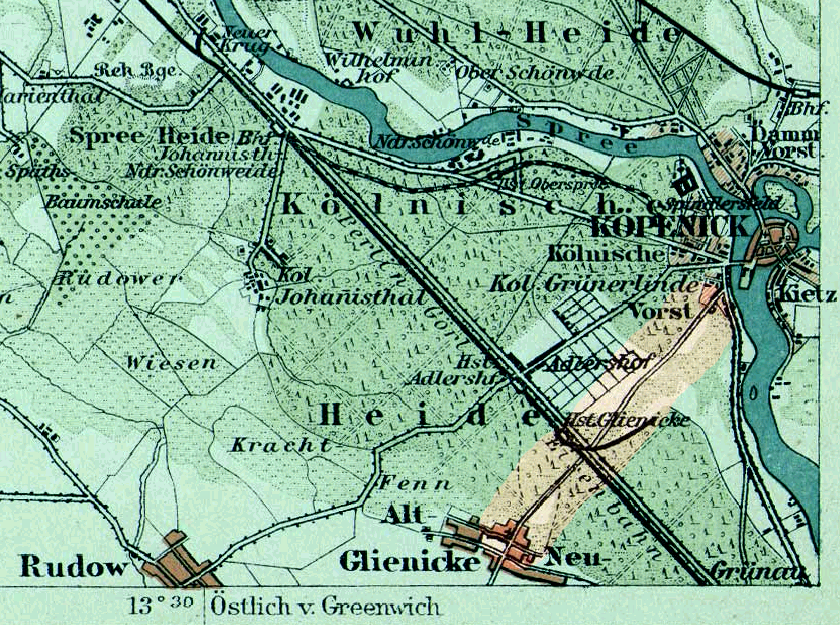
Glienicker Weg, 1894

1801 lebten im Ort acht Büdner sowie zwei Einlieger, die acht Feuerstellen (= Haushalte) betrieben. Aus dem Jahr 1840 ist die Existenz von 17 Wohnhäusern überliefert. Die Gerichtsbarkeit lag bis 1849 beim Patrimonialgericht in Köpenick und wechselte in diesem Jahr zur Gerichtskommission nach Köpenick. Lange Zeit blieben die drei neugegründeten Dörfer im Bruchtal Erholungsgebiete vor den Toren Berlins, das sich im 19. Jahrhundert so stark vergrößerte, dass 1860 die Berliner Zollmauer aufgehoben wurde und sich das Stadtgebiet 1861 fast verdoppelte. Im Jahr 1858 gab es 15 Hofeigentümer, die neun Knechte und Mägde sowie zwei Tagelöhner beschäftigten. Außerdem gab es zwei Arbeiter und einen Maurer. Die 15 Besitzungen teilten sich wie folgt auf: Es gab ein Gut mit 405 Morgen, elf Besitzungen in der Größenordnung von 5 bis 30 Morgen, die zusammen 124 Morgen bewirtschafteten sowie drei, die weniger als fünf Morgen bewirtschafteten und zusammen auf zwölf Morgen kamen. Zu dieser Zeit wurden 388 Morgen Acker, 15 Morgen Wiese sowie zwei Morgen Wald bewirtschaftet; weitere zwei Morgen nahmen die Gehöfte ein.
Mit dem Bau der Berlin-Görlitzer Eisenbahn 1866/1867 erreichte der Aufschwung auch Adlershof – Adlershof und Altglienicke erhielten jeweils eine Haltestelle an der Görlitzer Bahn: die Haltestelle Adlershof an der Rudower Chaussee, der Weg zwischen Köpenick und Rudow sowie eine Meile südlich die Haltestelle Glienicke am Glienicker Weg, die 1701 angelegte Verbindung von Köpenick zum damaligen Alt- und Neu-Glienicke.
Dies bot die Voraussetzung, dass Adlershof zum Industriestandort heranwachsen konnte. Im Jahr 1879 wurde der Gutsbezirk Adlershof, damals auch Adlershof-Süßengrund genannt, in eine Gemeinde umgewandelt und erhielt den Status einer städtischen Gemeinde. Die Gerichtsbarkeit wechselte zum Amtsgericht Köpenick. Auf der östlichen Seite der Görlitzer Bahn und entlang des Adlergestells wurden zwischen dem nördlichen Adlershof am Rudower Weg und dem südlichen Glienicker Weg große Baugrundstücke ausgewiesen. Die Einwohnerzahl wuchs rasch von 344 im Jahr 1880 auf 8006 Bewohner im Jahr 1900, die in 323 Häusern lebten.

### 20. Jahrhundert
Bis zum Anfang des 20. Jahrhunderts bestand ein Freigut Adlershof, im Besitz der Familie Radicke. Letzte Eigentümerin war die Tochter des Gutsherrn, Karoline Friederike Agnes Radicke (1837–1903), gebürtig in Münchehofe, verstorben in Adlershof. Sie brachte den Besitz in die Ehe mit dem kgl. preuß. Rittmeister Hans Ludwig Woldemar von Oppen-Helmsdorf (1837–1901). Oppen war Amtsvorsteher und wurde Bismarck von Adlershof genannt. Nach ihm wurde die Oppen-Straße benannt. Mit dem Bau des Bahnhofs Adlershof gab die Bahnverwaltung die Haltestelle Glienicke auf. Mit der Errichtung des Teltowkanals 1906, der das Südende der Gemeinde markiert, kam es in Adlershof zur großflächigen Industrialisierung südlich und westlich der ursprünglichen Siedlungsgebiete.
Im Jahr 1909 eröffnete der erste deutsche Motorflugplatz in Johannisthal-Adlershof, der schnell international bekannt wurde. Um den Flugplatz Johannisthal bildete sich ein Zentrum mit Unterkünften, Produktionshallen, Fliegerschulen und vielen namhaften Konstrukteuren und bekannten Fliegern. Im Jahr 1912 gründete sich die Deutsche Versuchsanstalt für Luftfahrt (DVL), der Vorgänger des Deutschen Zentrums für Luft- und Raumfahrt (DLR), in Adlershof. Im gleichen Jahr eröffnete die Städtische Straßenbahn Cöpenick ihre Linie vom Köllnischen Platz bis zum Bahnhof Adlershof. Bereits drei Jahre zuvor bestand mit einer Straßenbahnlinie der Teltower Kreisbahnen Anschluss ins benachbarte Altglienicke. 1920/1921 wurden diese beiden Strecken vereint und fortan von der Berliner Straßenbahn betrieben. Am 17. Mai 1920 eröffnete in der Radickestraße 43 die Weltliche Schule, die erste nichtkonfessionelle Schule Preußens.
Mit der Eingemeindung umliegender Ortschaften nach Groß-Berlin wurde Adlershof ein Ort im Verwaltungsbezirk Treptow.
Bis zum Beginn des Zweiten Weltkriegs wuchs die Bevölkerung in Adlershof auf etwa die doppelte Zahl Familien und die Handel- und Gewerbetreibenden nahmen auch rasch zu: 1922 füllte die Aufzählung der Straßen mit den Bewohnern und Firmen in Adlershof gerade einmal sieben Seiten im Adressbuch, im Jahr 1940 waren es genau 16 Seiten, ihre Zahl hatte sich somit mehr als verdoppelt, wie auch aus der unten stehenden Übersicht erkennbar ist. In Adlershof befand sich seit Einführung des Richtfunks die zentrale Polizeifunkstelle des Deutschen Reiches mit zwei 120 Meter hohen, selbststrahlenden Sendemasten.
Nach Gründung der DDR wurde in Adlershof die Akademie der Wissenschaften der DDR angesiedelt, die viele Institute der angewandten Forschung (Chemie, Elektronik, Kosmosforschung) beherbergte. Ein Radioteleskop mit 36 Meter Durchmesser fand hier ebenfalls einen Standort. Auch das Fernsehen wurde am Standort platziert – von 1950 bis 1952 entstand das Fernsehzentrum Adlershof nach Plänen von Wolfgang Wunsch. In den neuen Studios ging am 21. Dezember 1952 erstmals der Deutsche Fernsehfunk (DFF) auf Sendung. Bis Anfang 1990 war in Adlershof auch ein Teil des Wachregiments Feliks Dzierzynski der DDR-Staatssicherheit (Gesamtstärke 12.000 Mann) stationiert. Das Regiment nutzte den ehemaligen Flugplatz als Munitionslagerplatz, für die „militärische Körperertüchtigung“ und als Paradeübungsstrecke. Auch das Akademie- und das Fernsehgelände waren in dieser Zeit eingezäunt, sodass diese Flächen faktisch losgelöst von den Wohngebieten auf der nordöstlichen Seite des Bahndamms existierten.
Nach der politischen Wende wurden die Betriebe fast vollständig abgewickelt, und die Betriebsgelände waren plötzlich weithin ungenutzt. So entstand der Plan, die bestehenden Einrichtungen und verbliebenen Institute in eine neue integrierte Landschaft aus Wissenschaft und Wirtschaft einzubinden. Ein markantes Symbol dieser neuen Landschaft ist das BESSY-II Elektronensynchrotron, errichtet zwischen 1993 und 1997.

### 21. Jahrhundert
Gemäß den Entwicklungsplänen für die Stadt für Wissenschaft, Wirtschaft und Medien, abgekürzt WISTA, wurde vor allem das südliche Adlershof weiter ausgebaut. Besonders günstig erwies sich dafür die Herstellung eines direkten Autobahnanschlusses an die A 113, die 2005 (Richtung Berliner Südring) und 2008 (Richtung Schönefeld) eingeweiht werden konnten. Die ursprünglich bis 2015 reichenden Entwicklungspläne (einschließlich einer neuen lockeren Wohnbebauung für bis zu 8000 Einwohner) wurden Ende 2007 auf dem bis dahin erreichten Stand beendet. Zur Verbesserung der Verkehrsanbindung wurde noch der Glienicker Weg ausgebaut und die Straßenbahn über die Rudower Chaussee verlängert. Dabei entstand eine schnelle und sichere Umsteigemöglichkeit zum über die Straße verlegten S-Bahnhof Adlershof. Mit etwas mehr als einem Jahr Bauzeit wurde 2021 ein neuer Straßenbahn-Streckenabschnitt in Adlershof eröffnet. Von der ehemaligen Endhaltestelle Karl-Ziegler-Straße fährt die Tram seit Ende Oktober 2021 bis zum S-Bahnhof Schöneweide. Auf der neuen 2,7 Kilometer langen Trasse mit fünf neuen Haltestellen (Landschaftspark Johannisthal, Gerhard-Sedlmayr-Straße, Benno-König-Straße, Landfliegerstraße, Nieberstraße) verkehren die Linien M17 und 63.

## Bevölkerung
| Jahr | Einwohner |
| ---- | --------- |
| 1772 | 0081      |
| 1801 | 0065      |
| 1817 | 0056      |
| 1840 | 0086      |
| 1858 | 0107      |
| 1871 | 0198      |
| 1875 | 0322      |
| 1880 | 0344      |
| 1885 | 0743      |
| 1890 | 3346      |
| 1895 | 5591      |
| 1900 | 8.006     |
| 1905 | 9.114     |

| Jahr | Einwohner |
| ---- | --------- |
| 1910 | 10.645    |
| 1919 | 12.655    |
| 1925 | 14.440    |
| 1935 | 20.845    |
| 1945 | 19.816    |
| 1948 | 20.000    |
| 1971 | 21.497    |
| 1981 | 18.229    |
| 1985 | 17.601    |
| 1991 | 14.179    |
| 1995 | 13.746    |
| 2000 | 14.237    |
| 2004 | 15.251    |

| Jahr | Einwohner |
| ---- | --------- |
| 2007 | 15.084    |
| 2010 | 15.226    |
| 2015 | 16.588    |
| 2020 | 20.210    |
| 2021 | 20.328    |
| 2022 | 21.339    |
| 2023 | 22.186    |
| 2024 | 22.417    |

Quelle ab 2007: Statistischer Bericht A I 5. Einwohnerregisterstatistik Berlin. Bestand – Grunddaten. 31. Dezember. Amt für Statistik Berlin-Brandenburg (jeweilige Jahre)

## Ausgewählte Bauwerke
Die Liste der Kulturdenkmale in Berlin-Adlershof enthält alle denkmalgeschützten Bauten des Ortsteils (Stand: 2014).
Weitere bemerkenswerte Gebäude und Anlagen sind:
- Friedhof Adlershof mit Gedenkstätte für die Toten des Kapp-Putsches (Gartendenkmal der Berliner Denkmalliste)
- Verklärungskirche
- Neuapostolische Kirche und Schwedenkirche in der Handjerystraße[10]
- Anna-Seghers-Gedenkstätte, 1985 im früheren Wohnhaus der Schriftstellerin eröffnet[11]
- Anna-Seghers-Oberschule
- Aerodynamischer Park mit Großem Windkanal, Trudelturm und Motorenprüfstand
- Im Dunkeln von Weitem sichtbarer grüner Laserstrahl am Himmel (entlang der Rudower Chaussee), symbolisiert den WISTA-Standort.

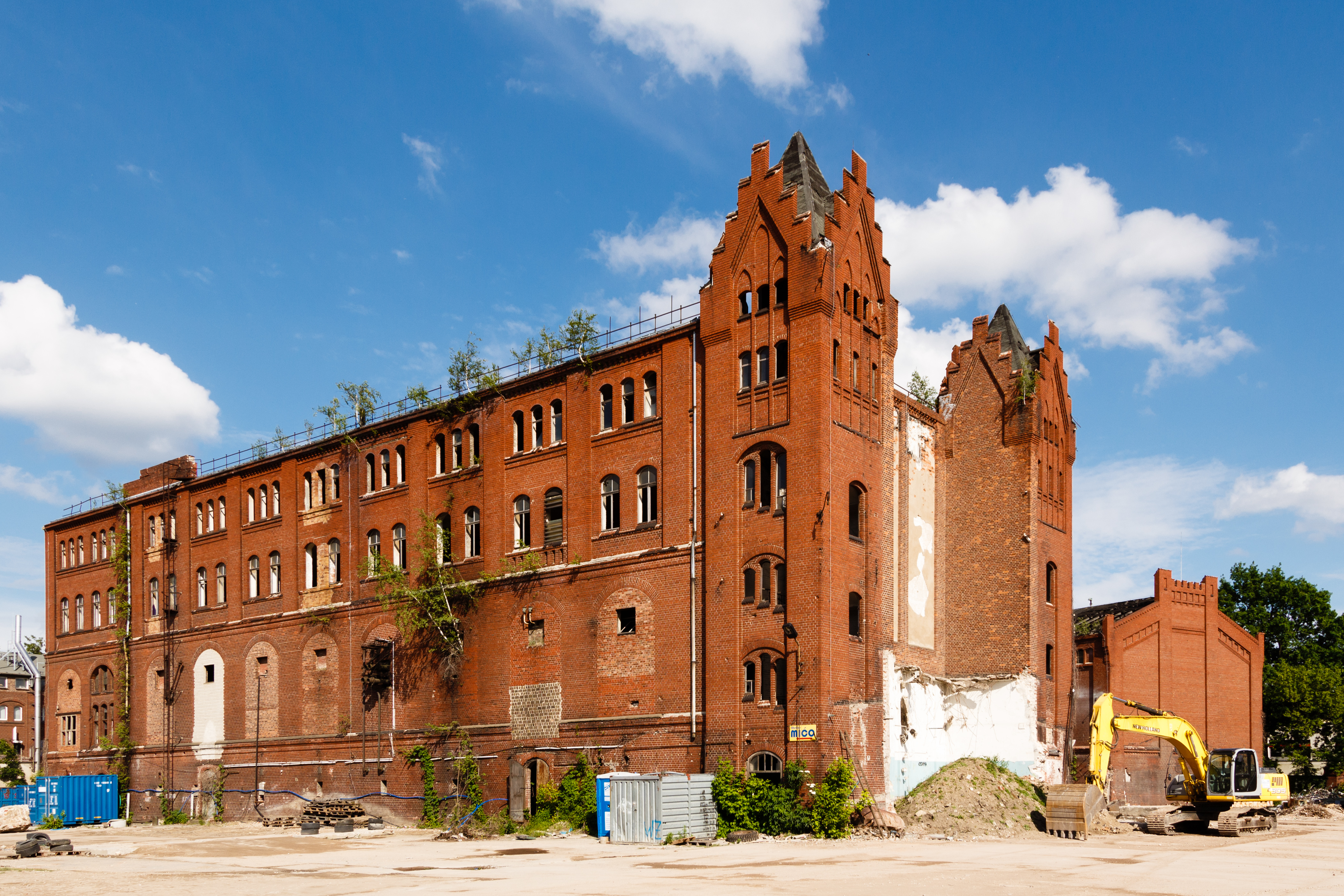
Alte VEB Bärensiegel-Fabrik, Ecke Glienicker Weg/Adlergestell
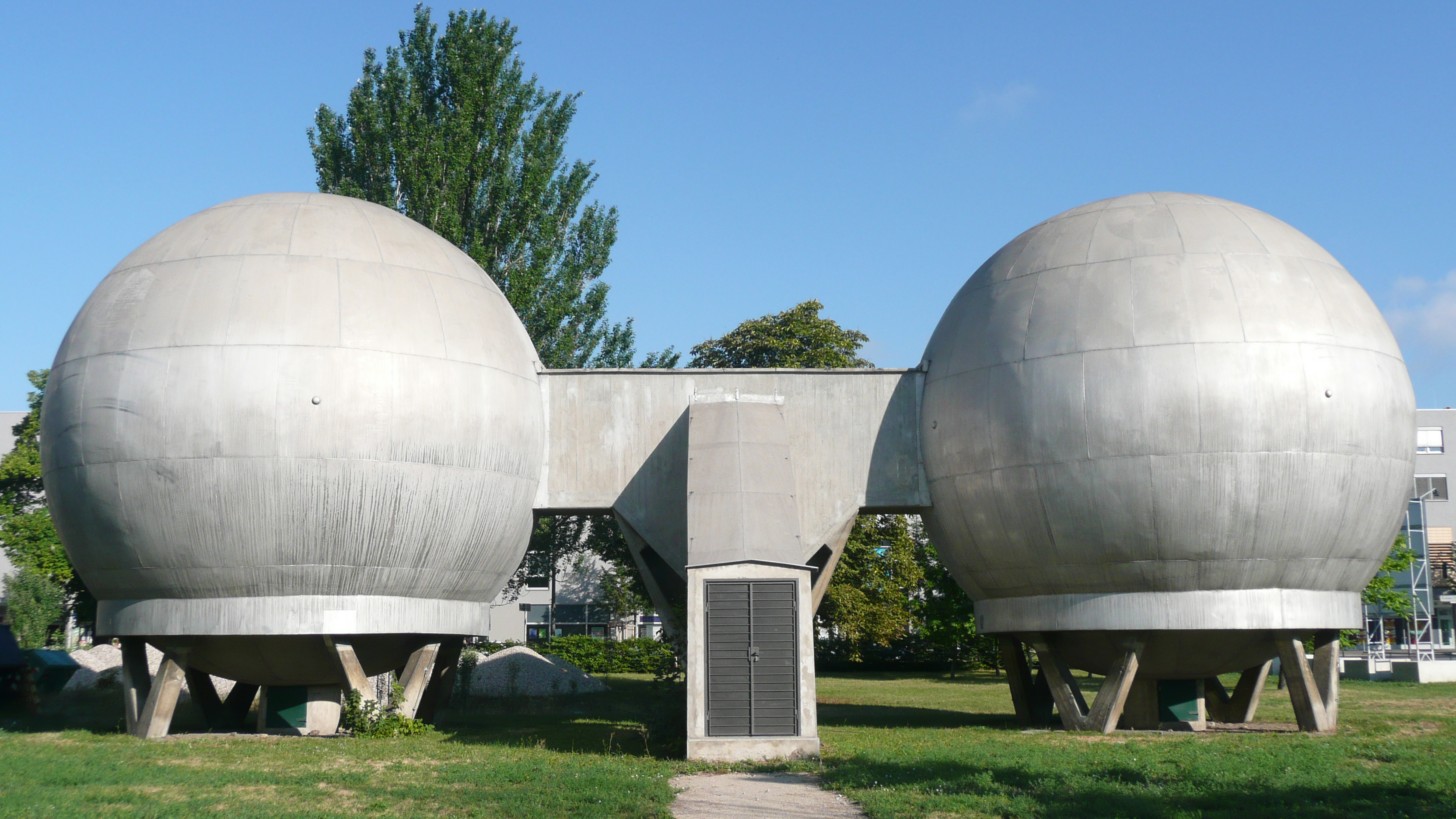
Isotherm. Kugellabore, im Berliner Volksmund Akademiebusen genannt
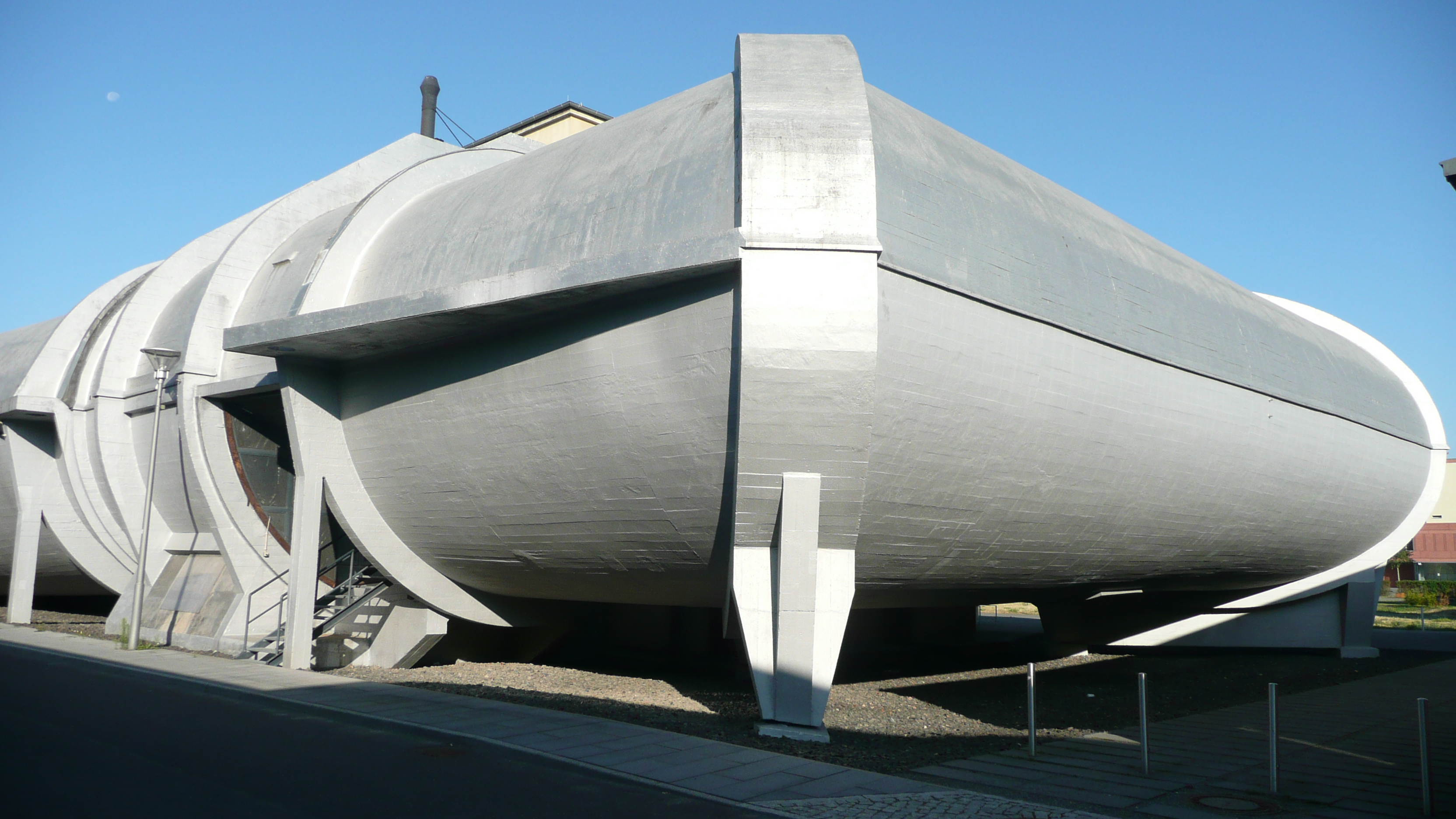
Großer Windkanal im Aerodynamischen Park
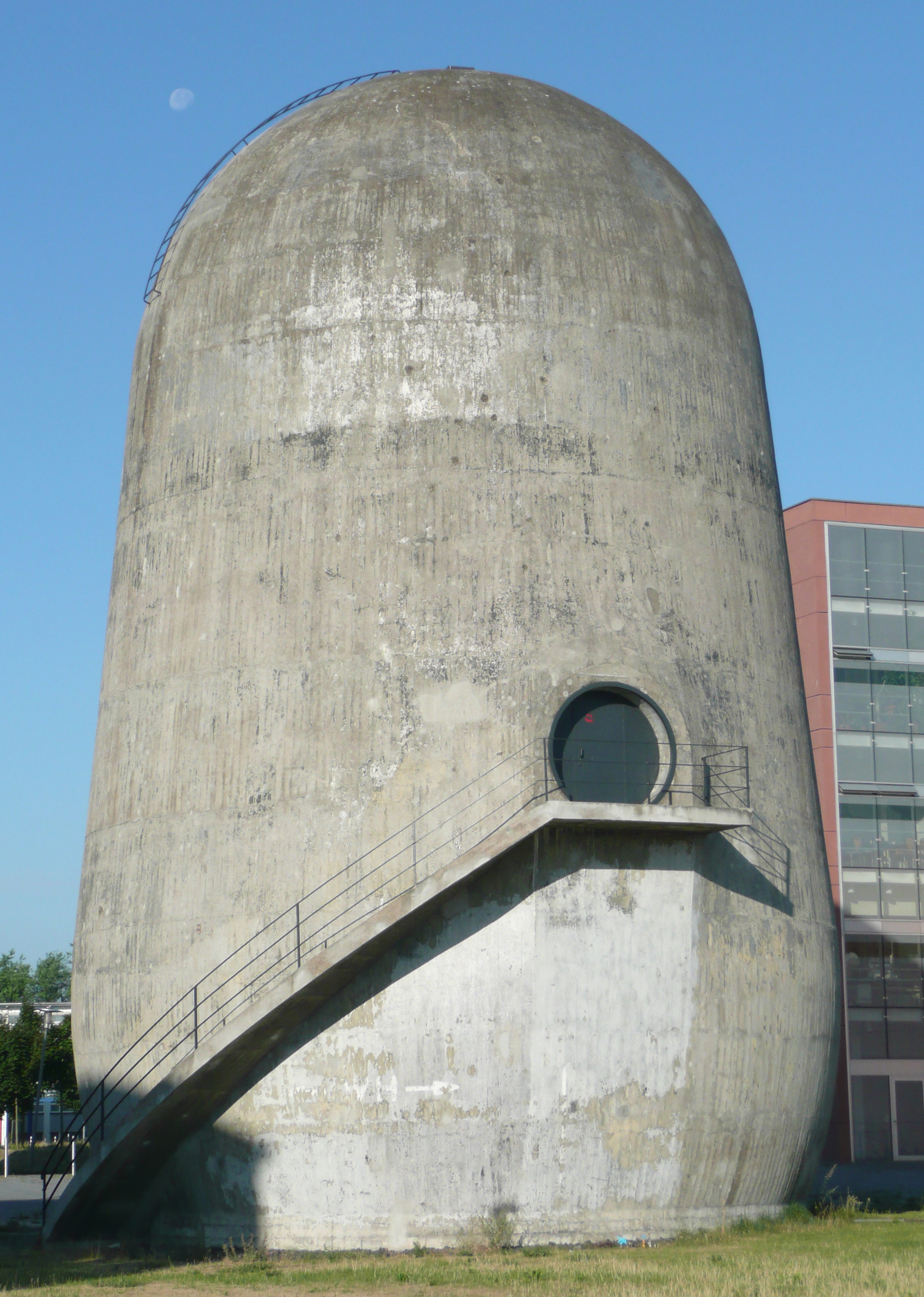
Trudelturm im Aerodynamischen Park
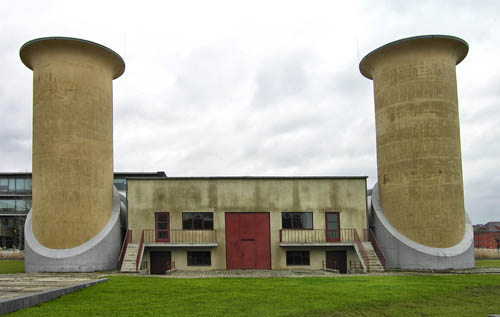
Schallgedämpfter Motorenprüfstand im Aerodynamischen Park
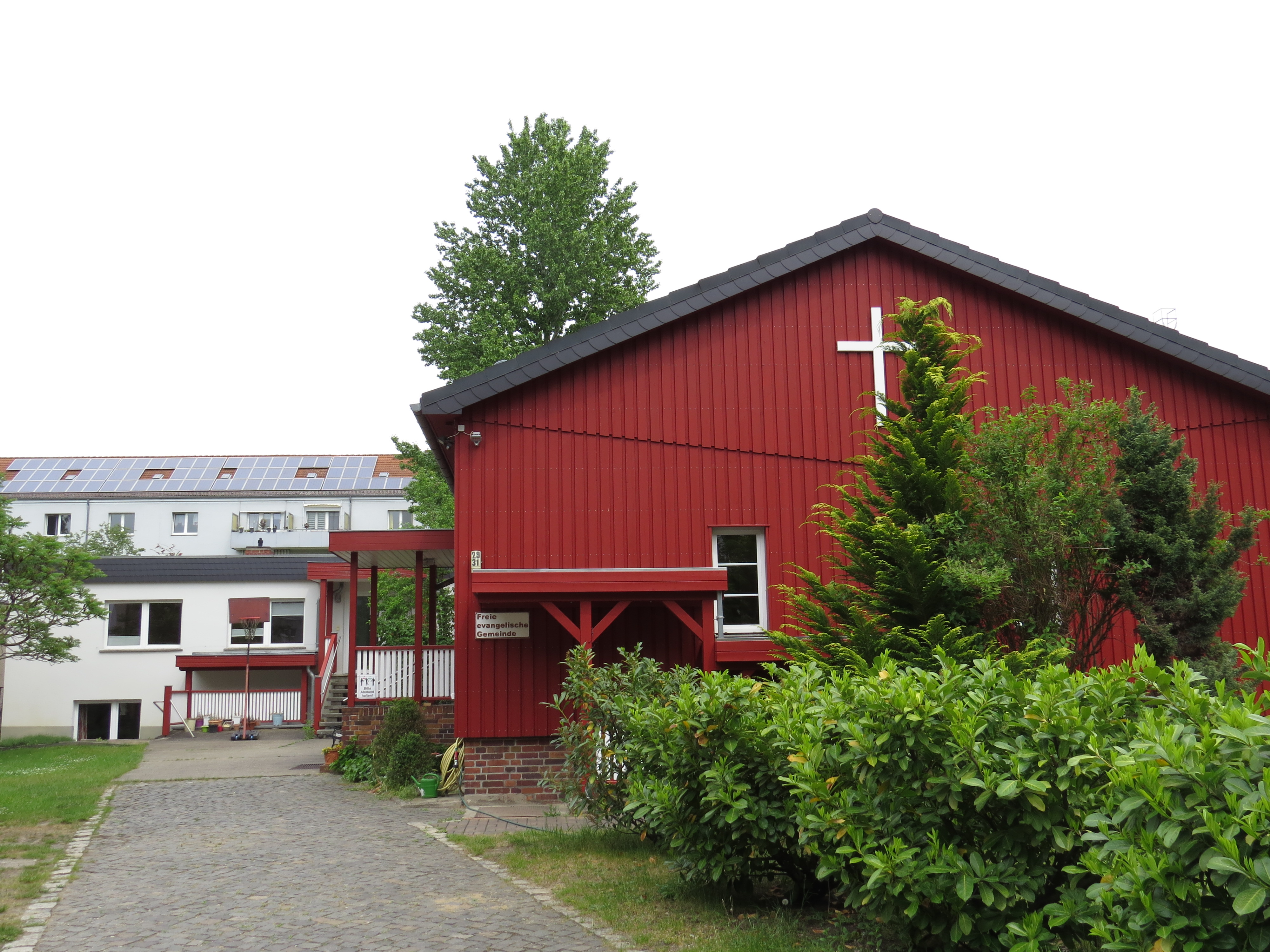
Schwedenkirche

## Verkehr
Adlershof ist über den gleichnamigen Bahnhof an die Bahnstrecke Berlin–Görlitz angebunden. Es halten hier fünf Linien der Berliner S-Bahn. Die Straßenbahnlinie 63 durchquert den Ortsteil. Entlang der Bahntrasse verläuft die Bundesstraße 96a (Adlergestell) als wichtige Nord-Süd-Verbindung. Die Anschlussstelle Adlershof der Bundesautobahn 113 liegt im Nachbarortsteil Johannisthal.
Umgestaltung der Dörpfeldstraße
2014 bewarben sich drei Partner für das Förderprogramm „Aktives Zentrum“ (Programmname seit 2020: „Lebendige Zentren“): die Interessengemeinschaft Dörpfeldstraße (Interessensvertretung der Gewerbetreibenden und inhabergeführten Geschäfte), die Bürgerinitiative „meinAdlershof“ und das Bezirksamt Treptow-Köpenick (vertreten durch die sozialraumorientierte Planungskoordination). Schwerpunkt und Ziel des Antrags war die Umgestaltung der Dörpfeldstraße – inklusive der Verkehrslösung am Marktplatz Adlershof. Mit Beschluss des Senats vom 14. Juli 2015 wurde das Gebiet rund um die Dörpfeldstraße in das Förderprogramm „Aktive Zentren“ aufgenommen.
2013 begannen verschiedene Bürgerbeteiligungsverfahren zur Entwicklung eines Verkehrskonzeptes in der Dörpfeldstraße. Den Start machte die Bürgerinitiative „meinAdlershof“. Es folgten 2014 zwei weitere Versammlungen.
2016 begann die Bürgerbeteiligung zur Erstellung eines „Integrierten Verkehrs- und Freiflächenkonzeptes“, diesmal offiziell finanziert durch das Förderprogramm „Aktive Zentren“. Dabei zeigten sich in den folgenden Monaten zahlreiche Differenzen zwischen den Bürgervertretern und dem Bezirksamt Treptow-Köpenick, sodass der öffentlich gewählte „Kiezbeirat Adlershof“ 2018 ein eigenes Verkehrskonzept verabschiedete, das „Alternatives Verkehrskonzept Dörpfeldstraße 2018“.
Am 22. Mai 2019 wurde im Rahmen eines „Werkstattgesprächs“ mit Vertretern der Bürgerschaft, des Bezirksamtes Treptow-Köpenick, des Senats und anderer Verfahrensbeteiligter nach einer Lösung gesucht.
Ungeachtet dieser Lösungsansätze legte das Bezirksamtes Treptow-Köpenick eine andere Variante als Favoriten fest und beruft sich in einer offiziellen Pressemitteilung auf einen angeblichen Kompromiss „unter Beachtung der Ergebnisse der bisherigen Vorplanungsvarianten und Abstimmungen sowie möglicher Realisierungs- und der Umsetzungschancen.“
Gegen diese Pläne gab es Proteste aus der Bürgerschaft.
Infolge dieser Proteste wurde Jürgen Gerlach von der Universität Wuppertal beauftragt ein neues Konzept zu entwickeln, das den Vorstellungen der Bürger besser gerecht wird. Am 20. Januar 2022 wurde dieses Konzept in einer Videokonferenz vorgestellt und fand breite Zustimmung.

## Mit Adlershof verbundene Persönlichkeiten (Auswahl)
- Hermann Dorner (1882–1963), Flugzeugkonstrukteur, technischer Leiter der 1912 gegründeten Versuchsanstalt für Luftfahrt
- Ernst Lau (1893–1978), Erfinder der Gleitsichtbrille
- Erich Steinfurth (1896–1934), Politiker (KPD) und Widerstandskämpfer gegen den Nationalsozialismus, wohnte in der Friedlander Straße 129
- Erich Thilo (1898–1977), Vorsitzender des Rates der Direktoren zum Aufbau des Forschungszentrums Adlershof der Akademie der Wissenschaften der DDR
- Anna Seghers (1900–1983), Schriftstellerin, wohnte in der Volkswohlstraße
- Ernst Augustin (1902–1961), Ingenieur, entwickelte mit seinem Team die erste Fernseh-Studioausstattung für die Probesendungen ab 4. Juni 1952; die Ernst-Augustin-Straße ist nach ihm benannt
- Rudolf Wagner-Régeny (1903–1969), Komponist, wohnte von 1950 bis zu seinem Tod am Adlergestell 253/255[33]
- Franz Ehrlich (1907–1984), Architekt des Fernsehzentrums Adlershof
- Berta Waterstradt (1907–1990), Schriftstellerin, Drehbuchautorin,[34] wohnte in der Altheider Straße 21
- Katharina Boll-Dornberger (1909–1981), leitete das Institut für Strukturforschung der Akademie der Wissenschaften der DDR
- Otto Hachenberg (1911–2001), von 1951 bis 1961 Leiter des Heinrich-Hertz-Instituts für Schwingungsforschung in Adlershof
- Willi Schwabe (1915–1991), Schauspieler, Moderator der seinerzeit populären Sendung Willi Schwabes Rumpelkammer
- Boris Djacenko (1917–1975), Schriftsteller, lebte in Adlershof[34]
- Karl-Eduard von Schnitzler (1918–2001), Chefkommentator des Deutschen Fernsehfunks in Adlershof
- Karlheinz Drechsel (1930–2020), Musikjournalist und Jazzmusiker, lebte in Adlershof
- Jürgen Stroech (1930–2023), Bibliothekar und Historiker, lebte in Adlershof
- Wolfgang Kohlhaase (1931–2022), Drehbuchautor, wuchs in der Genossenschaftsstraße 43 auf

## Dokumentarfilm
- Berlin Adlershof – Zwischen Träumen, Umbrüchen und Visionen, Dokumentarfilm 2023, 45 Minuten. Aus der Reihe Geheimnisvolle Orte. rbb, Erstausstrahlung am 12. Dezember 2023.[35][36]